# Dolinka Kobyla

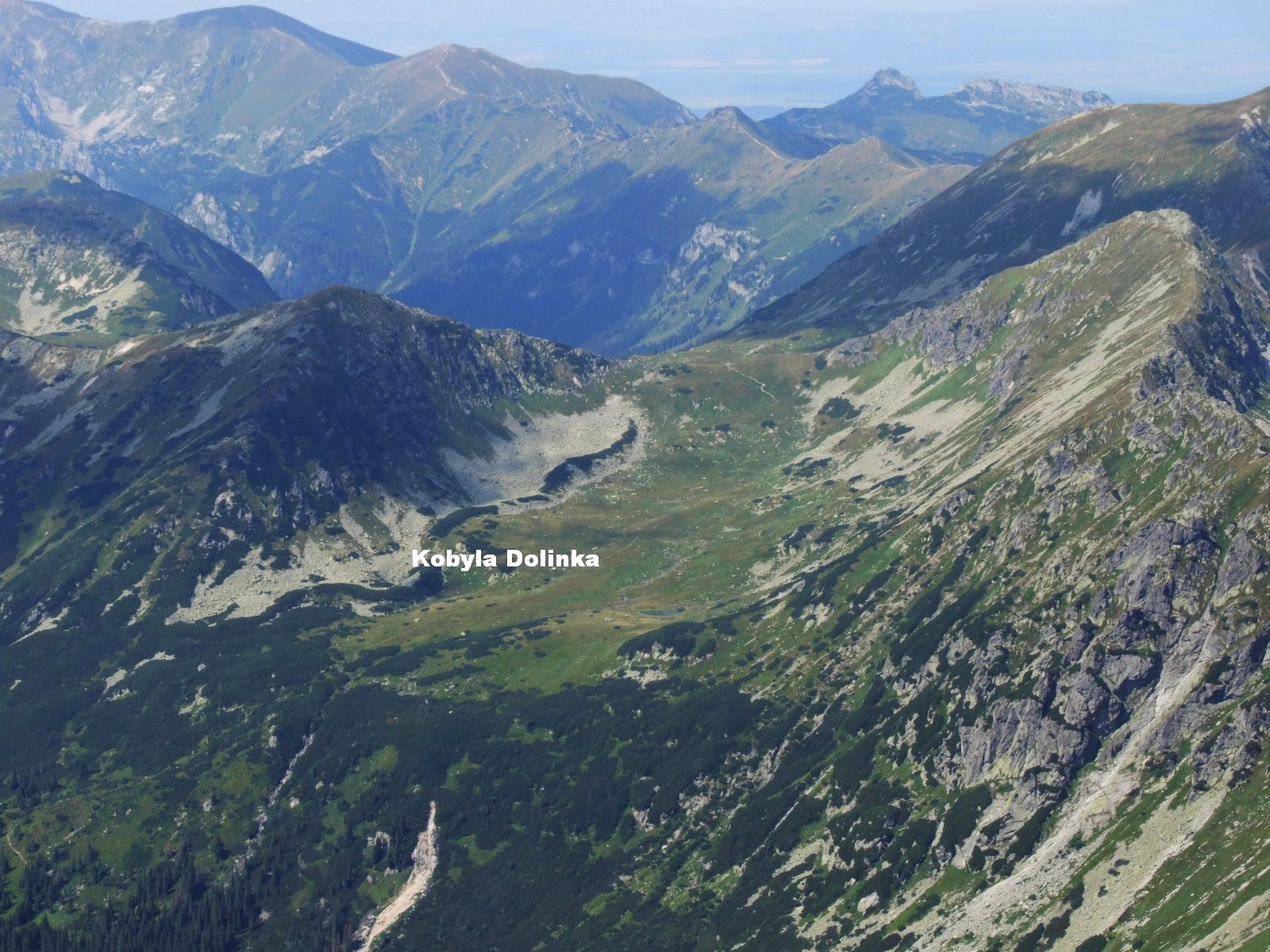
Dolinka Kobyla, widok z Koprowego Wierchu

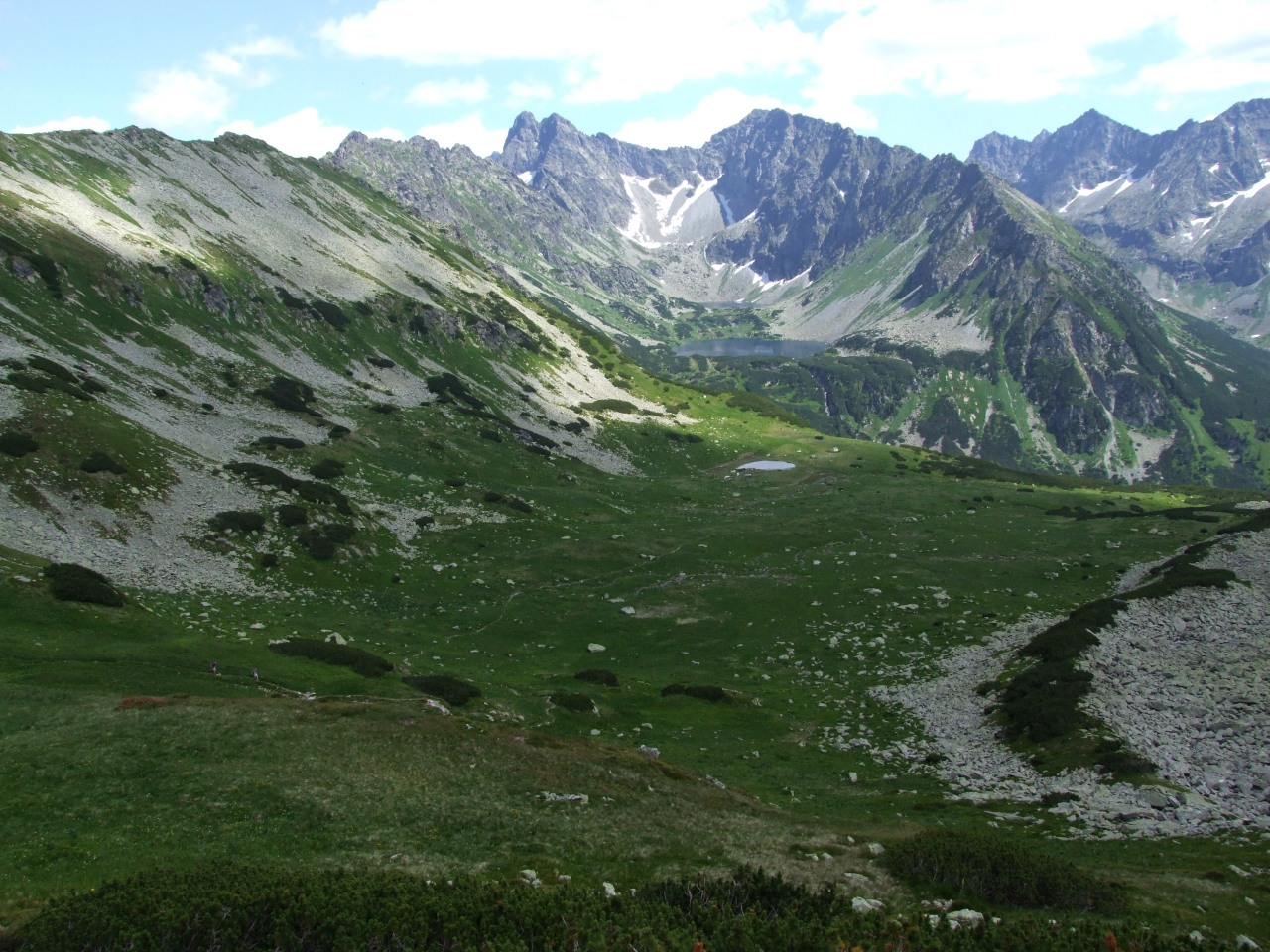
Widok z Zaworów. Widoczny Kobyli Stawek i wał moreny bocznej

Dolinka Kobyla lub Dolina Kobyla (słow. Kobylia dolina, dolinka pod Závorami, niem. Tal des Kolbenheyersees, węg. Kolbenheyer-tó-katlan) – niewielka tatrzańska dolina położona na terenie Słowacji, boczne odgałęzienie Doliny Koprowej (Kôprová dolina) podchodzące pod masyw Liptowskich Kop (Liptovské kopy). Czasami nazywana była także Kotliną pod Zaworami.

## Topografia
Od północnego zachodu ogranicza ją Cichy Wierch (Tichý vrch, 1979 m n.p.m.) i ramię łączące go przez przełęcz Zawory (Závory) z Gładkim Wierchem (Hladký štít), od wschodu graniczy z Kotelnicą (Kotolnica), a od południowego zachodu zamyka ją ramię Cichego Wierchu.

## Opis
Jest to tzw. dolina wisząca, powstała na dnie dawnego, bocznego kotła lodowcowego, dobrze widoczny jest wał moreny bocznej. Od Doliny Koprowej jest podcięta progiem skalnym przez główny lodowiec tej doliny. W dolinie na wysokości ok. 1737 m n.p.m. znajduje się niewielki i zmniejszający swoje wymiary na skutek postępującego zatorfienia Kobyli Stawek (Kobylie pleso) oraz płynie potok Kobyla Woda (Kobylí potok), dopływ Ciemnosmreczyńskiego Potoku (Temnosmrečinský potok). Wokół jeziorka torfowisko z bogatą florą. Jak podaje ok. 1930 r. Jerzy Młodziejowski, wypasano tutaj „siwe woły liptowskie podzwaniające wielkimi spiżowcami”.
Pierwsi turyści, którzy dotarli do Dolinki Kobylej, to grupa osób z Marią Steczkowską i przewodnikiem Jędrzejem Walą starszym (5 sierpnia 1857 r.). Zimą w dolinie byli jako pierwsi Mieczysław Karłowicz, Roman Kordys i Mariusz Zaruski 27 lutego 1908 r.

## Turystyka
Przez dolinę przeprowadzony jest znakowany szlak turystyczny na przełęcz Zawory, z której jest możliwość wejścia na Gładką Przełęcz (Hladké sedlo, 1993 m), skąd widoczna jest Dolina Pięciu Stawów Polskich. Z przełęczy Zawory znakowany szlak turystyczny umożliwia przejście do Doliny Cichej (Tichá dolina).
  – zielony szlak rozpoczynający się przy szlaku niebieskim w górnej części Doliny Koprowej i biegnący Doliną Kobylą na przełęcz Zawory. Czas przejścia: 1:35 h, ↓ 1:15 h
Dolinka Kobyla była często odwiedzana przez turystów polskich przed II wojną światową. Chodzono tędy z przełęczy Liliowe do Doliny Ciemnosmreczyńskiej, na Krywań, do Popradzkiego Stawu oraz przez Wrota Chałubińskiego do Morskiego Oka. Szlak z Liliowego został po wojnie zamknięty. Obecnie ruch turystyczny w tej dolinie jest niewielki, nawet w szczycie sezonu turystycznego.